# Goczałkowice-Zdrój

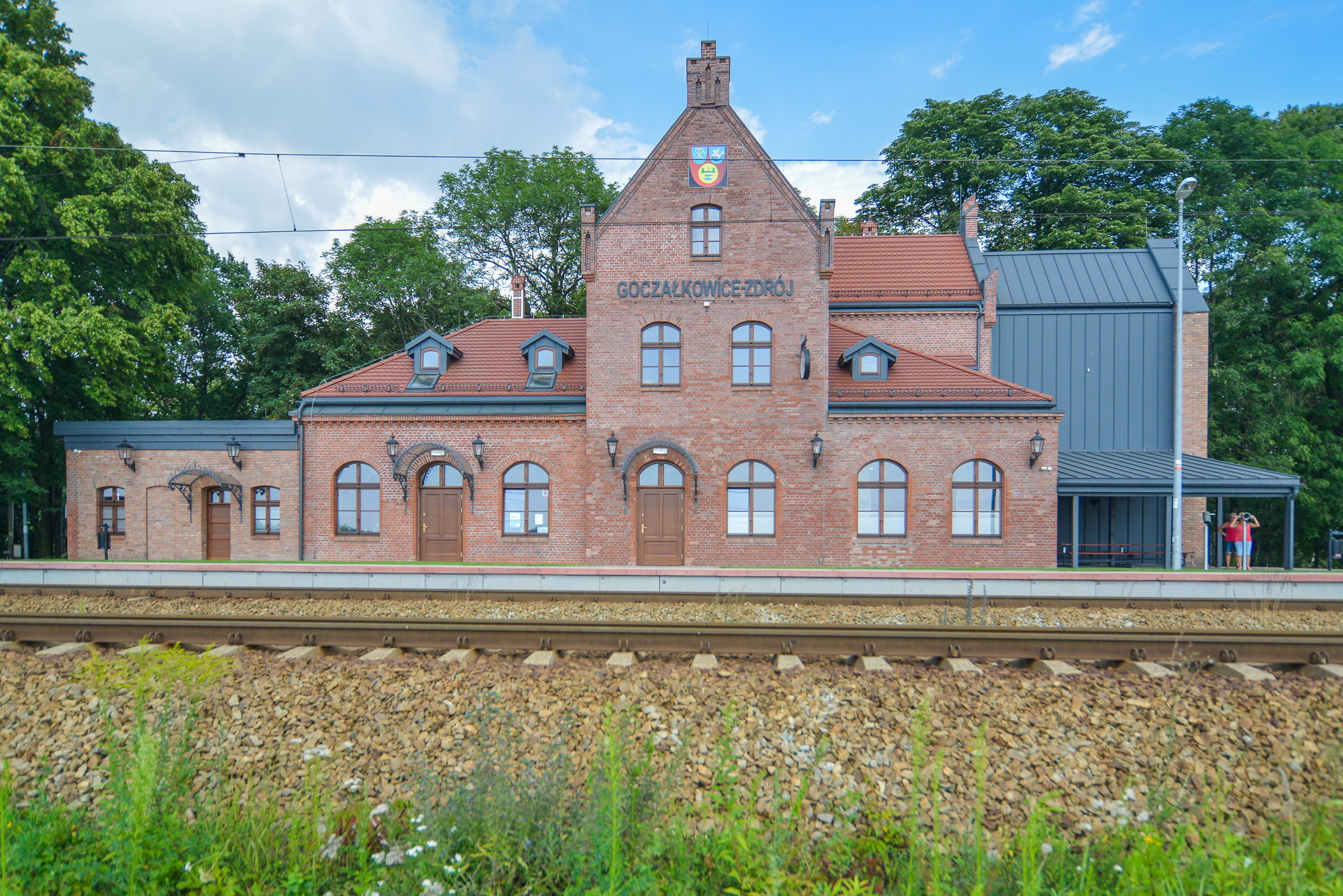
Dworzec kolejowy

Goczałkowice-Zdrój (niem. Bad Gottschalkowitz) – wieś gminna o charakterze wypoczynkowym w południowej Polsce, w województwie śląskim, w powiecie pszczyńskim, w gminie Goczałkowice-Zdrój, historycznie na Górnym Śląsku, siedziba gminy Goczałkowice-Zdrój.
Miejscowość jest jedną z dwóch w województwie śląskim, które mają status uzdrowiska (drugim jest miasto Ustroń).
Goczałkowice-Zdrój położone są w regionie Dolina Górnej Wisły (będącej częścią Kotliny Oświęcimskiej), kilometr od brzegu Wisły. Od południowego wschodu otaczają je pasma Beskidu, od północy rozlegle Lasy Pszczyńskie i faliste płaskowyże. Wieś leży nad Jeziorem Goczałkowickim, będącym głównym źródłem wody pitnej dla Górnego Śląska.
W miejscowości prowadzone jest gospodarstwo szkółkarskie - "Ogrody Kapias", w którym znajdują się ogród angielski, wiejski (liczne wiejskie kwiaty, zioła i krzewy) i ogród w barwach narodowych, podzielony na dwie części – jedną obsadzoną roślinami kwitnącymi na biało, drugą roślinami kwitnącymi na czerwono.

## Transport

### Drogowy
Przez centrum Goczałkowic-Zdrój przebiega E75 trasa europejska E75 na tym odcinku razem z  drogą krajową nr 1. Przebiegającą od węzła drogowego w Tychach z DK44, do węzła Bielsko-Biała Komorowice z S1. Odcinek ten ma długość ok. 37 km, przebiega przez takie miejscowości jak: Tychy - Pszczyna - Goczałkowice-Zdrój - Czechowice-Dziedzice - Bielsko-Biała.
Na północy Goczałkowic-Zdrój biegną:  droga wojewódzka nr 939 Strumień - Pszczyna, oraz   droga wojewódzka nr 933 Rzuchów - Wodzisław Śląski - Jastrzębie-Zdrój - Pszczyna - Brzeszcze - Oświęcim.
Przez Goczałkowice-Zdrój przebiegają następujące drogi powiatowe:
- 4102S Goczałkowice-Zdrój (ul. Zielona, ul. Uzdrowiskowa)
- 4113S Pszczyna (ul. Zdrojowa) - Goczałkowice-Zdrój (ul. Jeziorna)
- 4114S Goczałkowice-Zdrój (ul. Zimowa)
- 4115S Goczałkowice-Zdrój (ul. Szkolna)
- 4116S Goczałkowice-Zdrój (ul. Uzdrowiskowa)
- 4118S Goczałkowice-Zdrój (ul. Spokojna) - Ćwiklice (ul. Spokojna)
- 4144S Goczałkowice-Zdrój (ul. Główna)
- 4145S Goczałkowice-Zdrój (ul. Brzozowa) - Rudołtowice (ul. C. Wyciechy)[6][7]

### Kolejowy
Przez Goczałkowice-Zdrój przebiega linia kolejowa nr 139 relacji Katowice - Zwardoń. Miejscowość posiada dwie stacje kolejowe: Goczałkowice Zdrój i Goczałkowice.

## Historia
W roku 1856 pruski zarząd górniczy w Goczałkowicach poszukiwał złóż soli. Na głębokości 616 m natrafiono na 4% solankę. Okazało się, że założenie saliny jest nieopłacalne. Dlatego w roku 1861 rząd wystawił odwiert na sprzedaż wraz z okolicznymi zabudowaniami. Teren zakupiła spółka Adolfa Babela pszczyńskiego lekarza, Heinricha Schillera kupca i Wilhelma Czecha mistrza budowlanego. Nabywcy zlecili chemiczną analizę wód dr. Szwarcowi z Wrocławia. Wyniki analizy postawiły wody goczałkowickie na równi z ówczesnymi sławnymi źródłami w  austriackim Bad Hall, w Bad Kreutznach, w bawarskim Krankenheil zu Tölz i wodą Adelheid-Quelle z pobliskiego Bad Heilbrunn. W VI 1862 rozpoczął się I sezon kuracyjny. W tymże roku Goczałkowice odwiedziło 262 kuracjuszy.
Po I wojnie światowej w Goczałkowicach działała Polska Rada Ludowa (XI 1918-I 1920) z Pawłem Karugą na czele. Działała również komórka Polskiej Organizacji Wojskowej Górnego Śląska. Przygraniczne położenie miejscowości wykorzystywano do przemytu na Górny Śląsk broni, amunicji i innych materiałów z Polski oraz przerzutu zagrożonych aresztowaniem członków POW G.Śl. poza granicę obszaru plebiscytowego.
W I powstaniu zajęte 17 VIII 1919 przez Peowiaków, którzy następnie pod dowództwem Franciszka Kołoczka uczestniczyli w nieudanym ataku na Pszczynę. W I powstaniu zginęli mieszkańcy Goczałkowic F. Kołoczko i Paweł Młodzik. Na miejscowym cmentarzu znajduje się ich zbiorowa mogiła.
2 II 1920 r. mieszkańcy Goczałkowic uroczyście powitali przybyłą do gminy jednostkę wojsk koalicyjnych.
W II powstaniu wieś została zajęta przez siły POW G.Śl. 19 VIII 1920 sformowano tu Straż Obywatelską. 
Podczas plebiscytu, 20 III 1921, w Goczałkowicach Dolnych osób uprawnionych do głosowania było 336, z czego głosowało 332 osoby, w tym za Polską 195, a za Niemcami 136, oddano 1 głos nieważny. Analogicznie w Goczałkowicach Górnych osób uprawnionych do głosowania było 631, głosowało 620, za Polską 534, za Niemcami 85 i oddano 1 głos nieważny.
W III powstaniu Goczałkowice zdobyto po rozbrojeniu i internowaniu 3 V 1921 pododdziału niemieckich funkcjonariuszy Policji Górnego Śląska, który pełnił straż na granicy. Znajdowała się tutaj Komenda Placu pod dowództwem Jana Smolorza i ważny punkt przerzutu broni z Dziedzic. Pod koniec powstania w Goczałkowicach utworzono obóz demobilizacyjny dla części sił powstańczych, który działał do X 1921. Uroczyste przejęcie Goczałkowic przez polską administrację odbyło się 29 VI 1922. (Sztandar powstańczy z Goczałkowic jest przechowywany w muzeum w Leśnicy woj. opolskie).
29 VI 1922 na moście granicznym na górnej Wiśle, pomiędzy Dziedzicami a Goczałkowicami, odbyło się pierwsze powitanie wojska polskiego z gen. Stanisławem Szeptyckim na czele. Granicę przekroczyły oddziały przeznaczone dla garnizonu pszczyńskiego: jeden szwadron 5. pułku strzelców konnych i jedna bateria 23. pułku artylerii polowej. Powitał je starosta powiatu pszczyńskiego dr Franciszek Lerch. Po deklamacji uczennicy szkoły ludowej w Dziedzicach oraz rozbiciu przez powstańca śląskiego symbolicznego łańcucha granicznego, wojsko polskie przekroczyło granicę. Oddziały pomaszerowały przez Goczałkowice do Pszczyny. Mieszkańcy z wszystkich okolicznych wiosek, ustawili bramy tryumfalne oraz tworzyli przydrożny szpaler witający żołnierzy
W 1924 r. obszar dworski Goczałkowice Dolne został włączony do gminy Goczałkowice Dolne; tak samo obszar dworski Goczałkowice Górne do gminy Goczałkowice Górne – obie wsie stanowiły osobne gminy.
W 1925 roku w Goczałkowicach pojawiło się światło elektryczne, a już w 1927 roku jedynym budynkiem, w którym używano jeszcze oświetlenia naftowego, był dworzec kolejowy.
W dniu 3 V 1927 r. odbyła się uroczystość sadzenia drzewka wolności. W uroczystości wzięły udział dzieci szkolne, komitety, formacje „Sokoła”, Związku Powstańców Śląskich, Związku Obrońców Kresów Zachodnich, miejscowa ludność oraz przedstawiciele władz powiatowych i gminnych. Po oficjalnych przemówieniach nauczyciel Matuszyński odczytał list historyczny, który podpisali wszyscy obecni. Następnie list włożono u stóp drzewka wraz z grudką ziemi, na której padł pierwszy powstaniec w czasie walk o wolność Górnego Śląska. Matkami chrzestnymi drzewka były: Bryłowa i Kapiasowa, ojcami chrzestnymi starosta pszczyński i J. Burek oraz Wątorski jako pomysłodawca. Drzewko posadzono przy skrzyżowaniu drogi powiatowej Pszczyna-Bielsko z drogą gminną Goczałkowice-Rudołtowice.

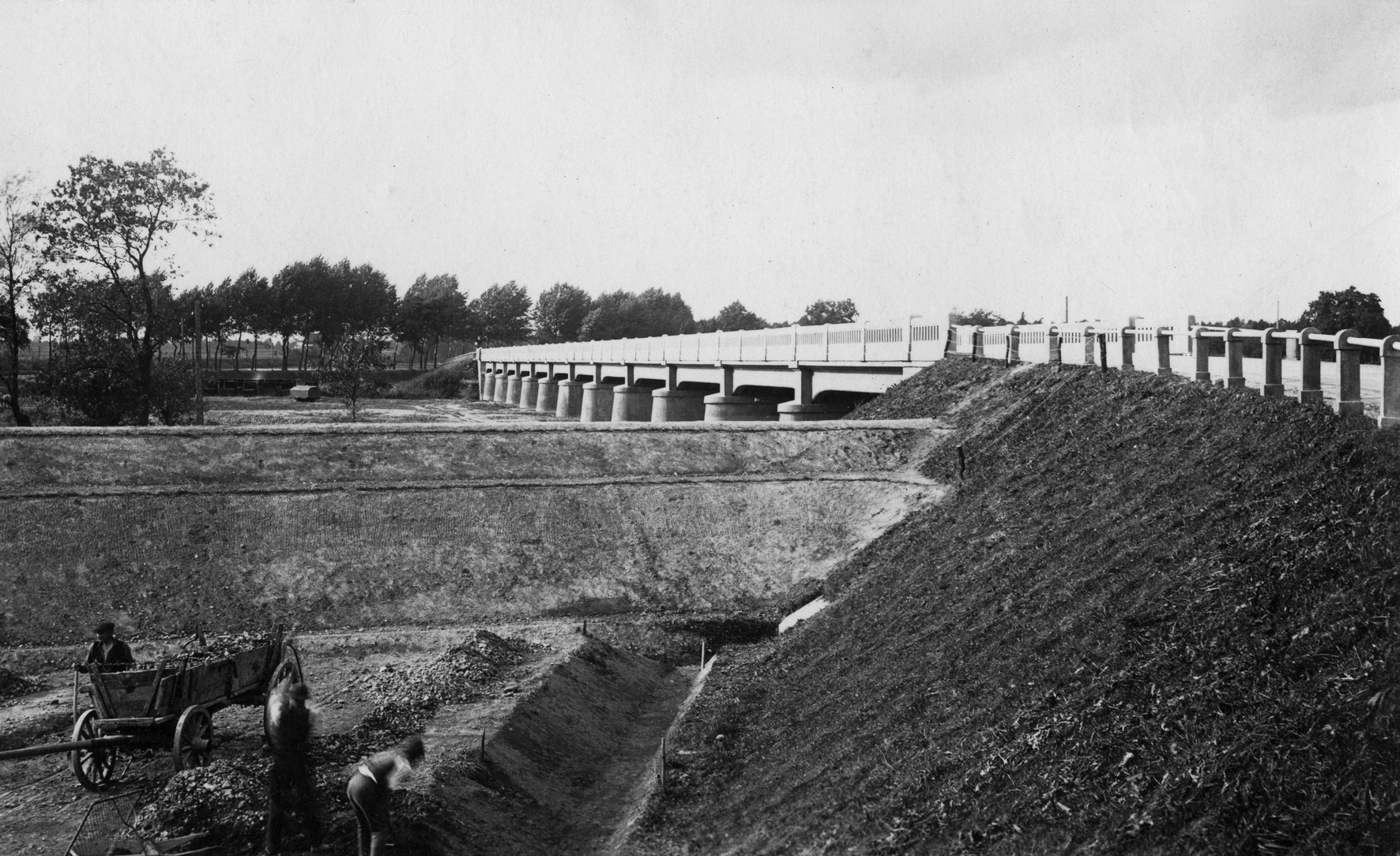
Most drogowy na Wiśle w Goczałkowicach w fazie budowy, około 1927 r.

Na 1927 r. powstał oddział Związku Strzeleckiego. Dowódcą oddziału został Michalec. Pierwszy, konspiracyjny oddział "Strzelca" powstał w Goczałkowicach już w 1911 r.
1 kwietnia 1932 zmieniono nazwę gminy Goczałkowice Dolne na Goczałkowice Zdrój.
Z dniem 1 V 1933 r. gmina Goczałkowice-Górne została włączona do gminy Goczałkowice-Zdrój. Wraz z połączeniem obu gmin wojewoda wprowadził komisaryczną radę gminy w składzie: Paweł Karuga, Jerzy Żmij, Józef Harazin, Paweł Zimnol, Ludwik Paliczka, Ludwik Wojtyla,Franciszek Czyż. Decyzja o ustanowieniu Komisarycznej Rady gminnej była niezbędna dla zapewnienia ludność byłej gminy Goczałkowice-Górne udziału w reprezentacji gminnej, do czasu powołania nowej Rady gminnej w drodze wyborów.
19 XI 1933 r. powstało Koło Gospodyń, którego przewodniczącą została Urzoniowa.
W 1936 roku powstał projekt przyłączenia do Pszczyny kilku gmin, położonych w bezpośredniej bliskości miasta, m.in. Goczałkowic. Celem było uzyskanie terenów pod rozbudowę miasta oraz powiększenie zasobów finansowych Pszczyny. Odbyłoby się to kosztem Goczałkowic, na których terenie jest znane zdrojowisko, przynoszące gminie spore dochody. W przeprowadzonym, w tej sprawie gminnym referendum nieomal wszyscy mieszkańcy Goczałkowic wypowiedzieli się przeciwko przyłączeniu gminy do Pszczyny.
W latach 1954–1972 wieś należała i była siedzibą władz gromady Goczałkowice-Zdrój. W latach 1973–75 gmina Goczałkowice-Zdrój obejmowała również Ćwiklice i Rudołtowice. W latach 1975–91 dzielnica Pszczyny. Od 1 stycznia 1992 ponownie w reaktywowanej gminie Goczałkowice-Zdrój (składającej się już z samych Goczałkowic-Zdroju).
W latach 1975–1998 miejscowość administracyjnie należała do województwa katowickiego.

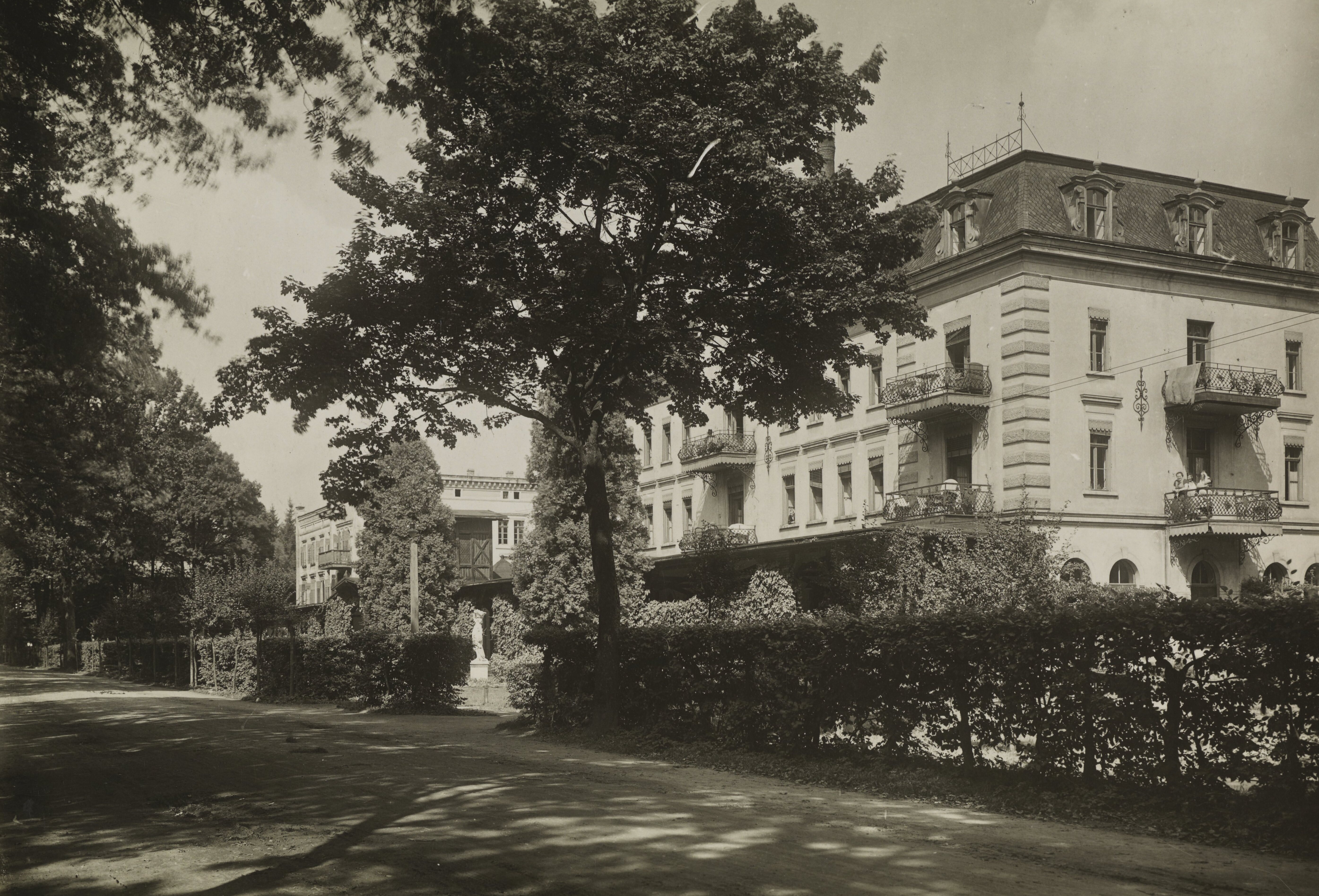
Zakład kąpielowy, przed 1939
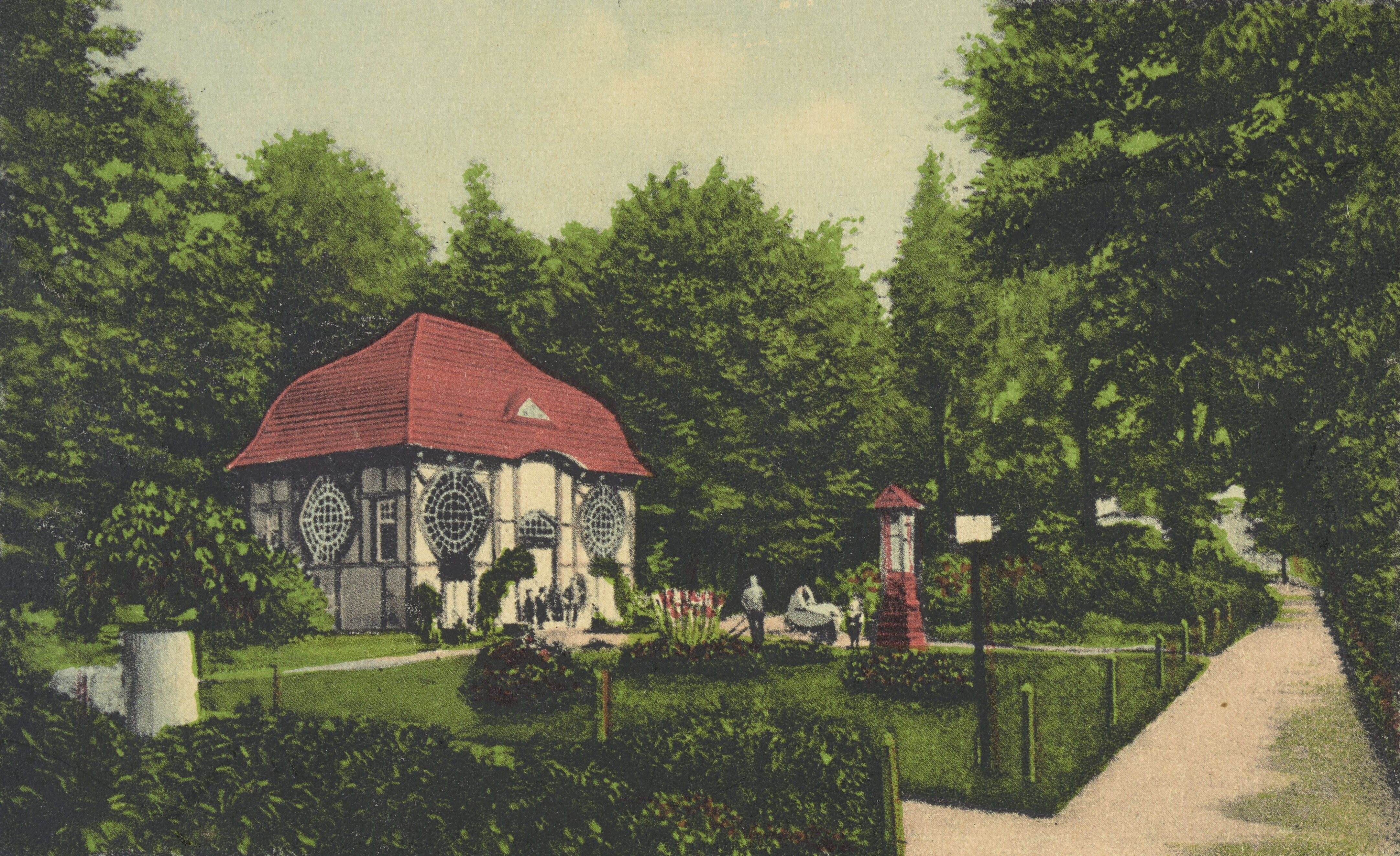
Hala picia solanki, 1931
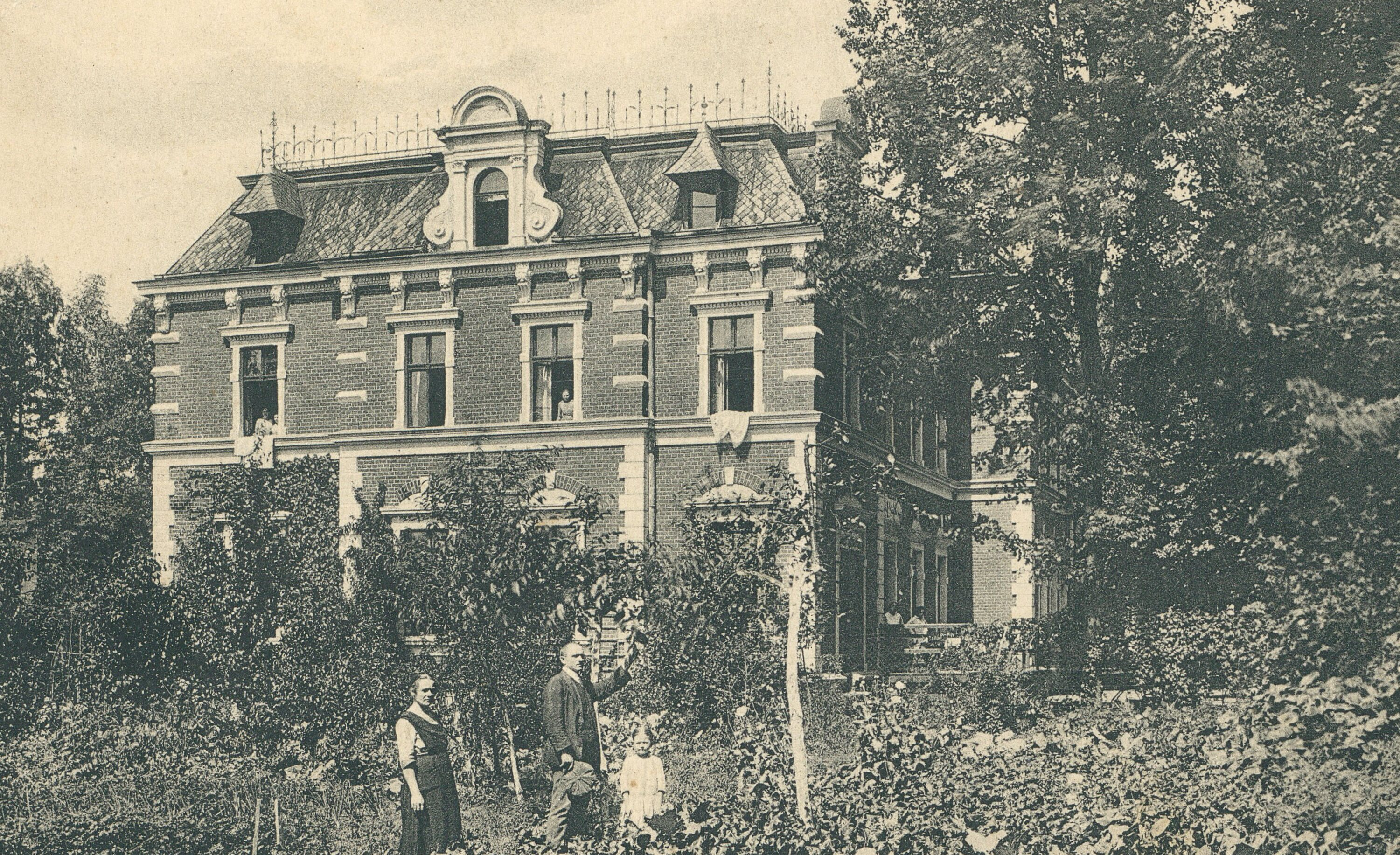
Kąpiele solno-jodowo-bromowe, po 1906
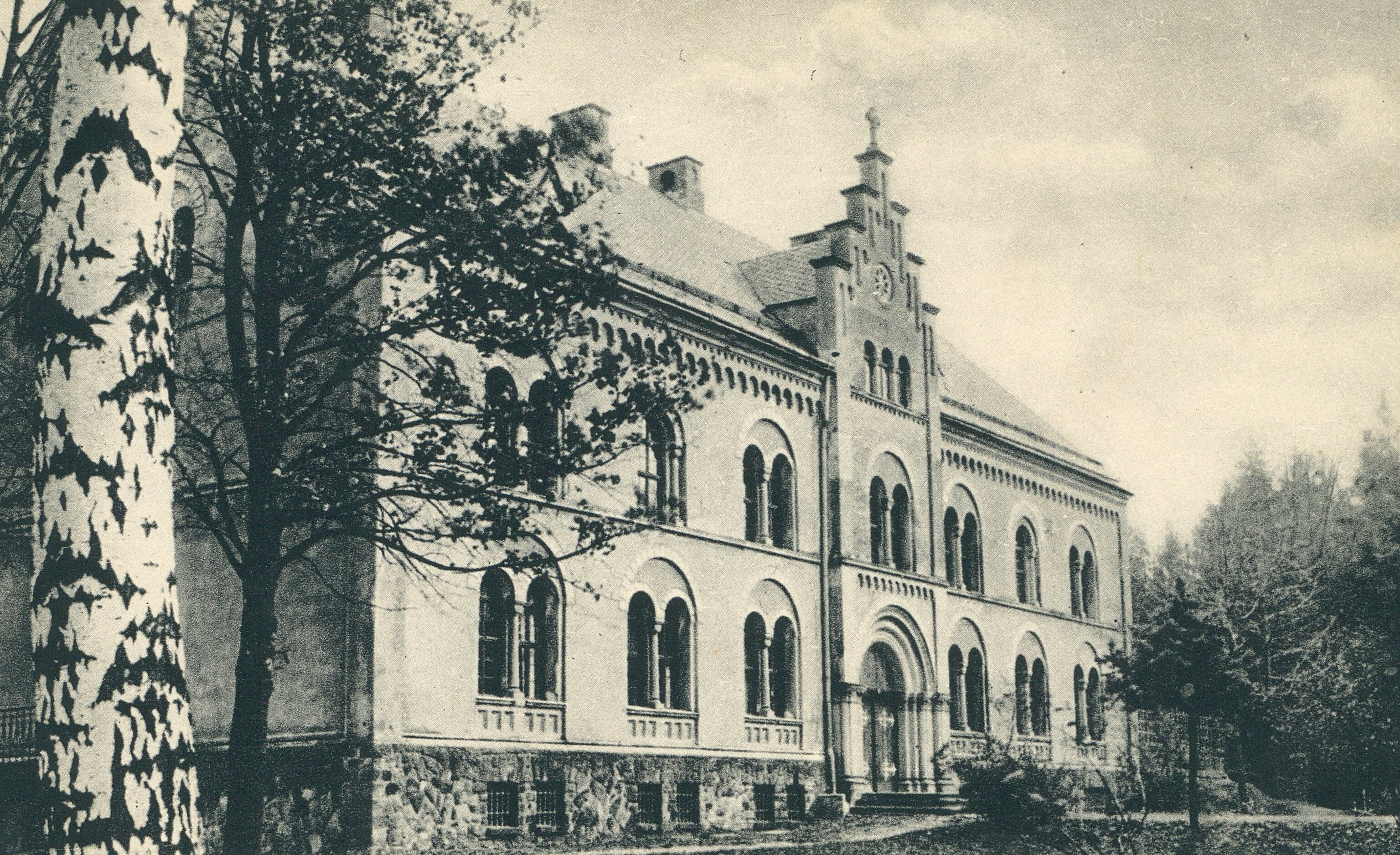
Schronisko dla dzieci, przed 1935
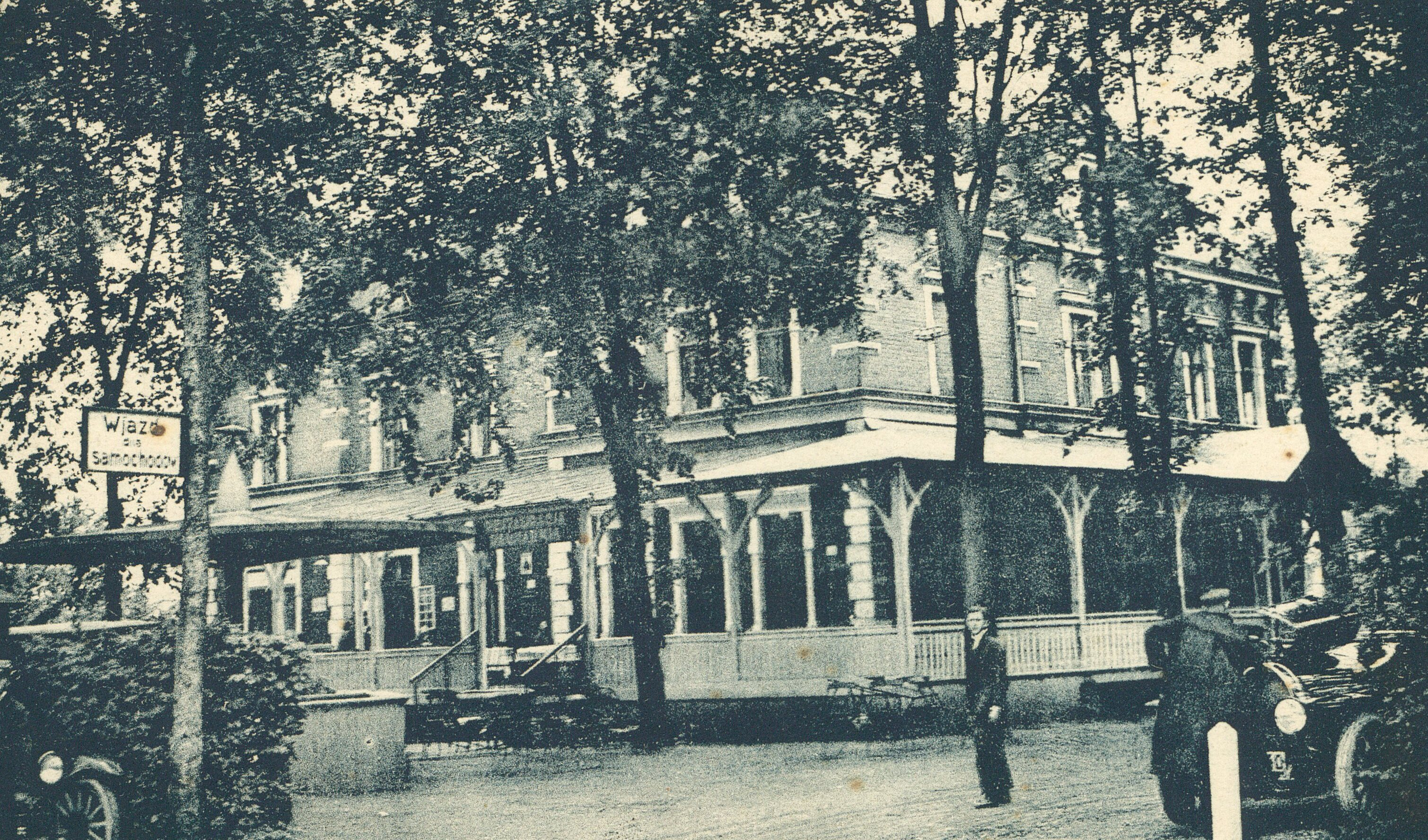
Hotel „Prezydent”

## Nazwa miejscowości

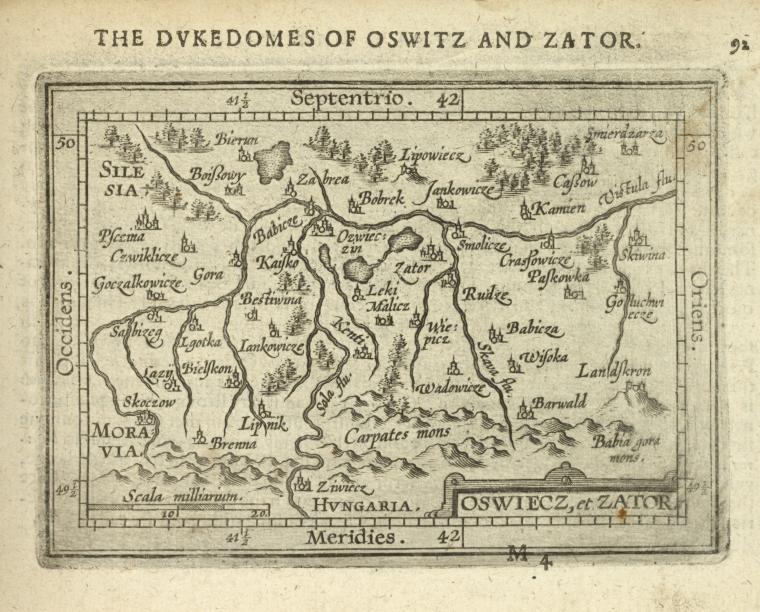
Goczałkowice na mapie Księstwa Oświęcimskiego i Zatorskiego - mapa Abrahama Orteliusa z 1603.

Po raz pierwszy nazwa Goczalkowice pojawia się w tekście z 1326 r. Według lokalnej legendy, nazwa miejscowości wywodzi się od imienia rycerza Goczała, który w nagrodę za czyny wojenne i zasługi na polach bitewnych otrzymał tu ziemię. Jego potomkowie przybrali miano Goczałkowiczów (Goczałkowickich), a miejscowość, która powstała w tym miejscu nosiła od ich imienia nazwę Goczałkowicze.
W dokumencie sprzedaży państwa pszczyńskiego wystawionym przez Kazimierza II cieszyńskiego w języku czeskim we Frysztacie w dniu 21 lutego 1517 roku wieś została wymieniona jako Koczialkowicze.
Na mapie Abrahama Orteliusa z 1603 r. miejscowość nosi nazwę Goczałkowicze. Natomiast na mapie Jonasza Nigriniego z 1724 roku nazwa miejscowości zapisana jest po niemiecku i brzmi Gottschalkowitz. Słownik geograficzny Królestwa Polskiego wydany pod koniec XIX w. podaje polską nazwę miejscowości – Goczałkowice oraz niemiecką Ober-Goczalkowitz.

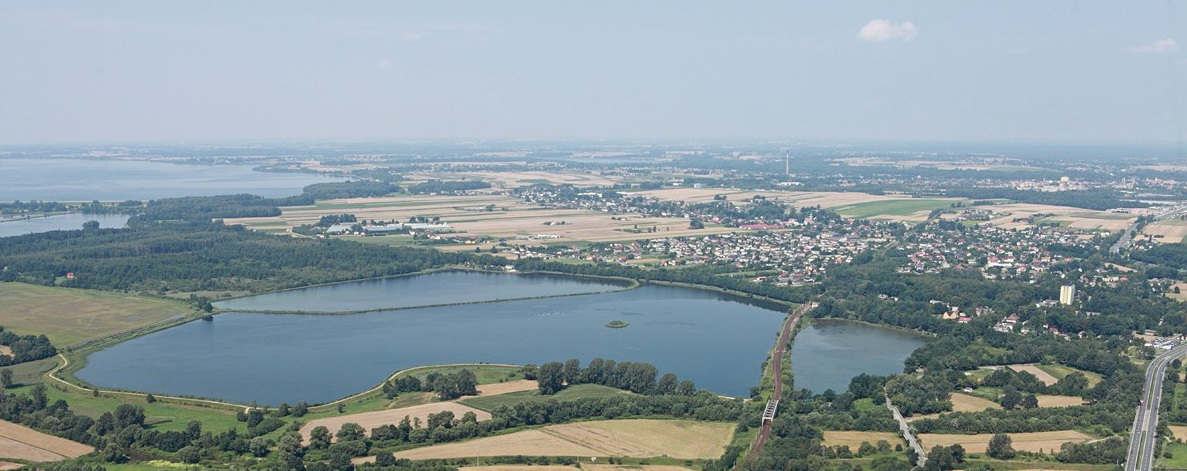
Goczałkowice z lotu ptaka

W VI 1913 już zniemczoną nazwę Goczalkowitz, landrat pszczyński nakazał pisać Gottschalkowitz (tak jak na mapie Nigriniego). Zmiany nazwy landrat dokonał wbrew woli ówczesnego zarządu gminy.
Na posiedzeniu zarządu i radnych obu gmin, w lutym 1920, jednogłośnie uchwalono zmianę nazwy miejscowości z Gottschallkowitz na Goczałkowice.
1 kwietnia 1932 r. zmieniono nazwę gminy Goczałkowice Dolne na Goczałkowice Zdrój.

## Uzdrowisko

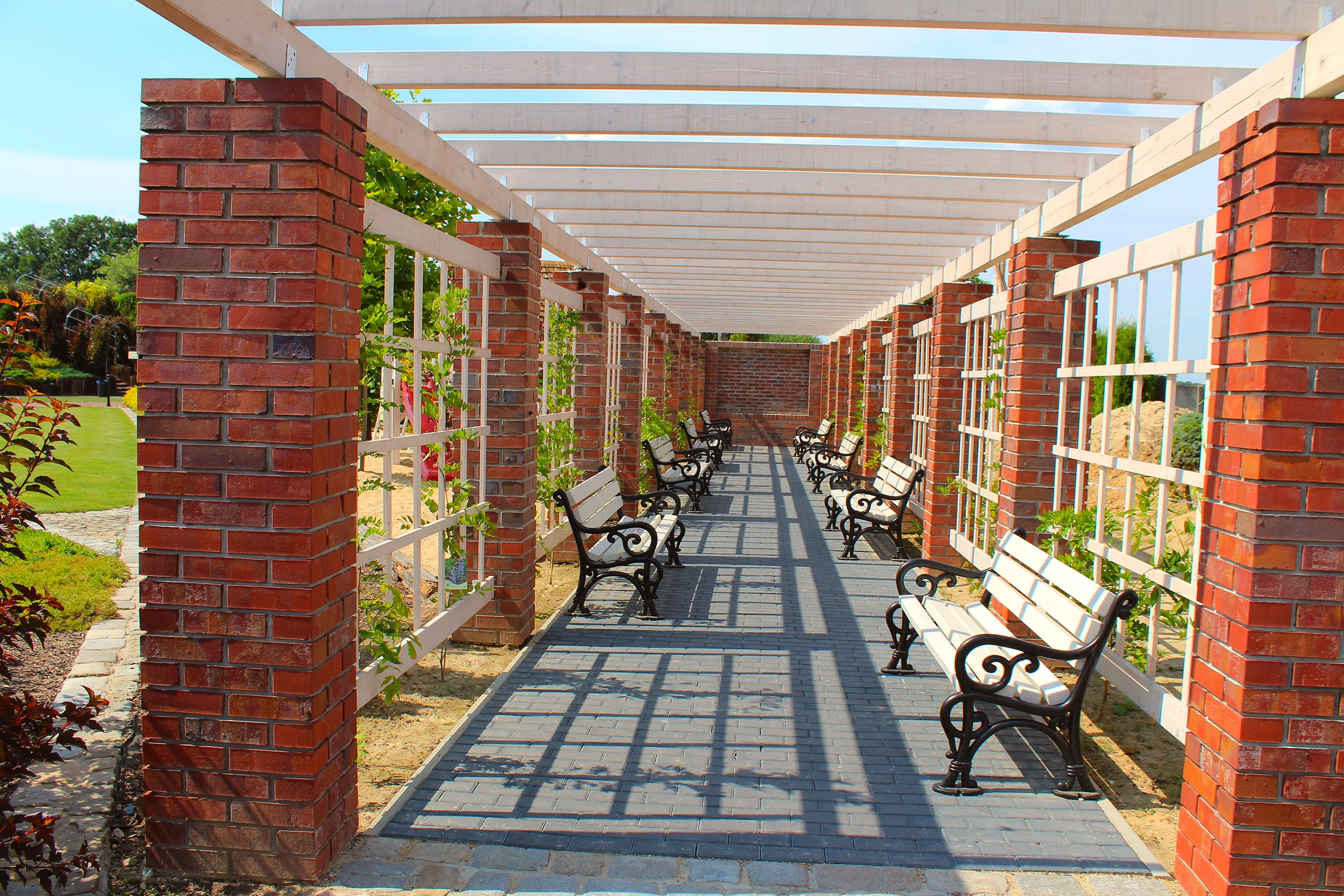
Ogrody do zwiedzania

W Goczałkowicach-Zdroju prowadzone jest leczenie uzdrowiskowe w następujących kierunkach: choroby ortopedyczno-urazowe, choroby reumatologiczne, choroby układu nerwowego, osteoporoza.
W uzdrowisku Goczałkowice-Zdrój znajdują się: 2 szpitale uzdrowiskowe, 3 zakłady przyrodolecznicze, 2 sanatoria rehabilitacyjne oraz przychodnia uzdrowiskowa.
Na terenie uzdrowiska znajdują się udokumentowane następujące naturalne surowce lecznicze:
- mineralna woda swoista, 7,5% chlorkowo-sodowa (solanka) jodkowa, żelazista z odwiertów: „Goczałkowice Nowy-1” (GN-1) i „Goczałkowice-21” (G-21);
- mineralna woda swoista, 6,3% chlorkowo-sodowa (solanka) jodkowa, żelazista z odwiertu: „Goczałkowice Nowy-2” (GN-2);
- torf leczniczy (borowina) ze złoża „Rudołtowice”.

## Zabytki
Według Narodowego Instytutu Dziedzictwa, w miejscowości znajdują się następujące obiekty zabytkowe:
- kaplica pw. św. Anny z 1882 r. (nr rej.: 521/65 z 20.01.1966);
- zabudowa uzdrowiska z 2 połowy XIX wieku (nr rej.: A/1464/92 z 7.05.1992): stara pijalnia, pawilon „Górnik”, pawilon „Wrzos”, budynek administracji;
- budynek dworca kolejowego Goczałkowice-Zdrój przy ul. Uzdrowiskowej 74, wraz z historyczną aleją dojazdową i najbliższym otoczeniem obejmującym w całości teren działek ewidencyjnych nr 747/112 i 750/111 (nr rej. A/1125/23 z 30.01.2023)[44]

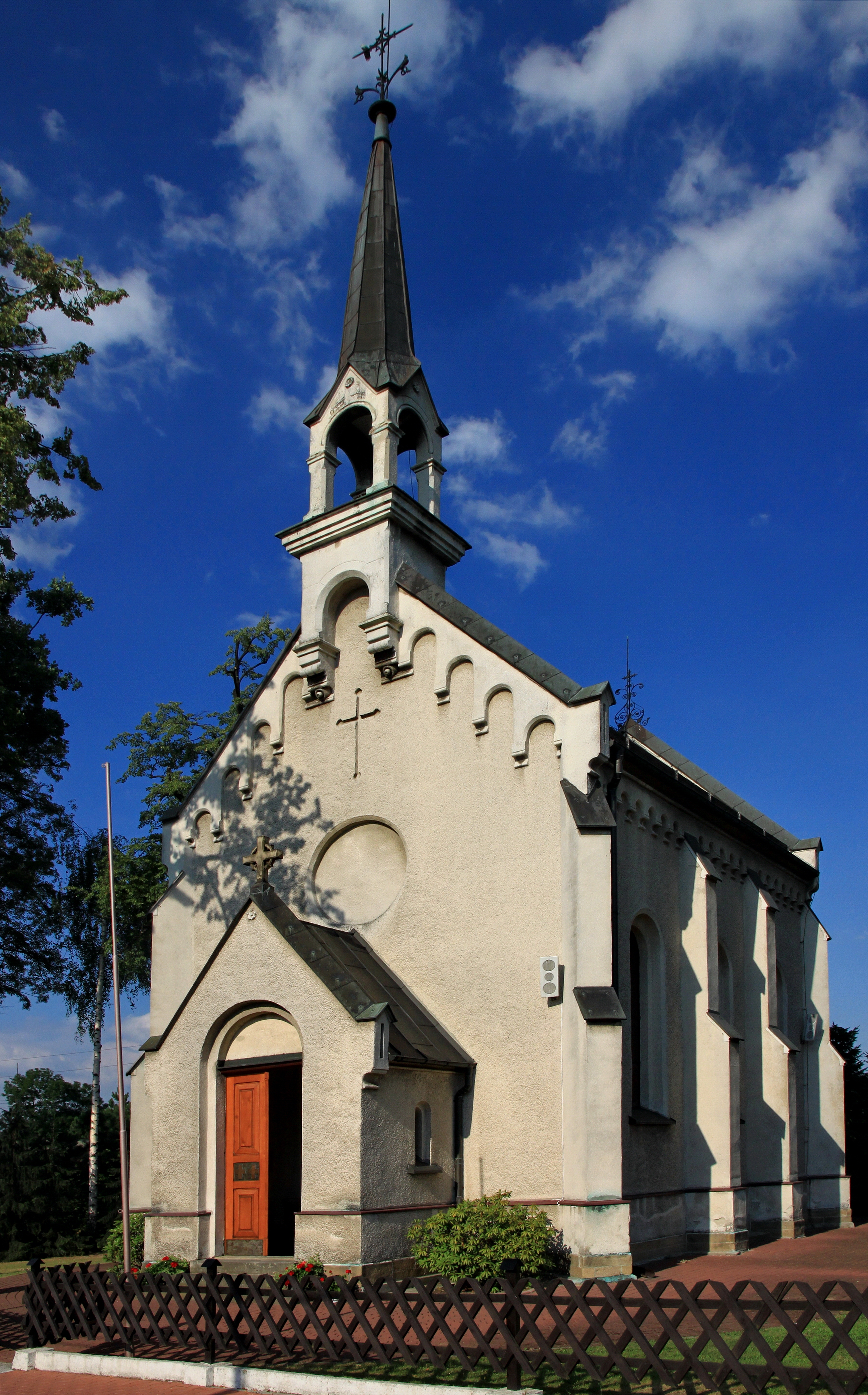
Zabytkowa Kaplica św. Anny
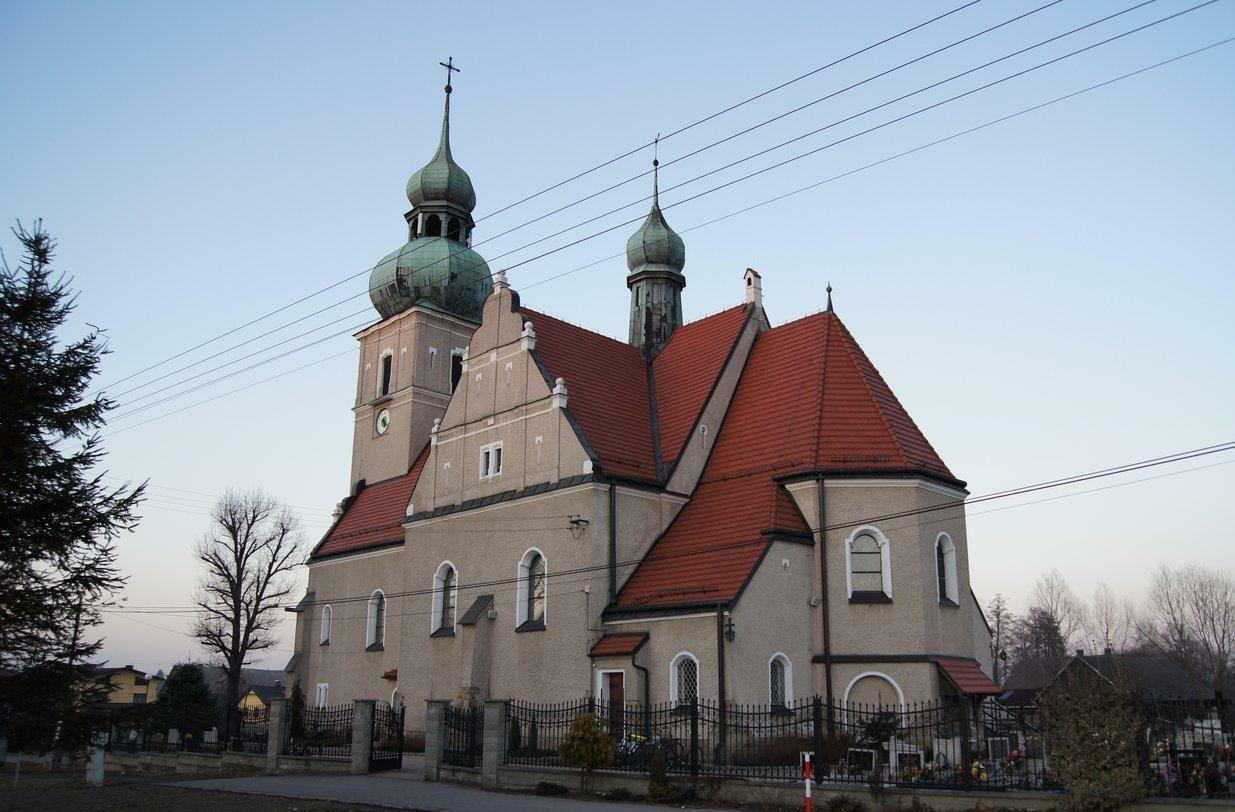
Kościół św. Jerzego
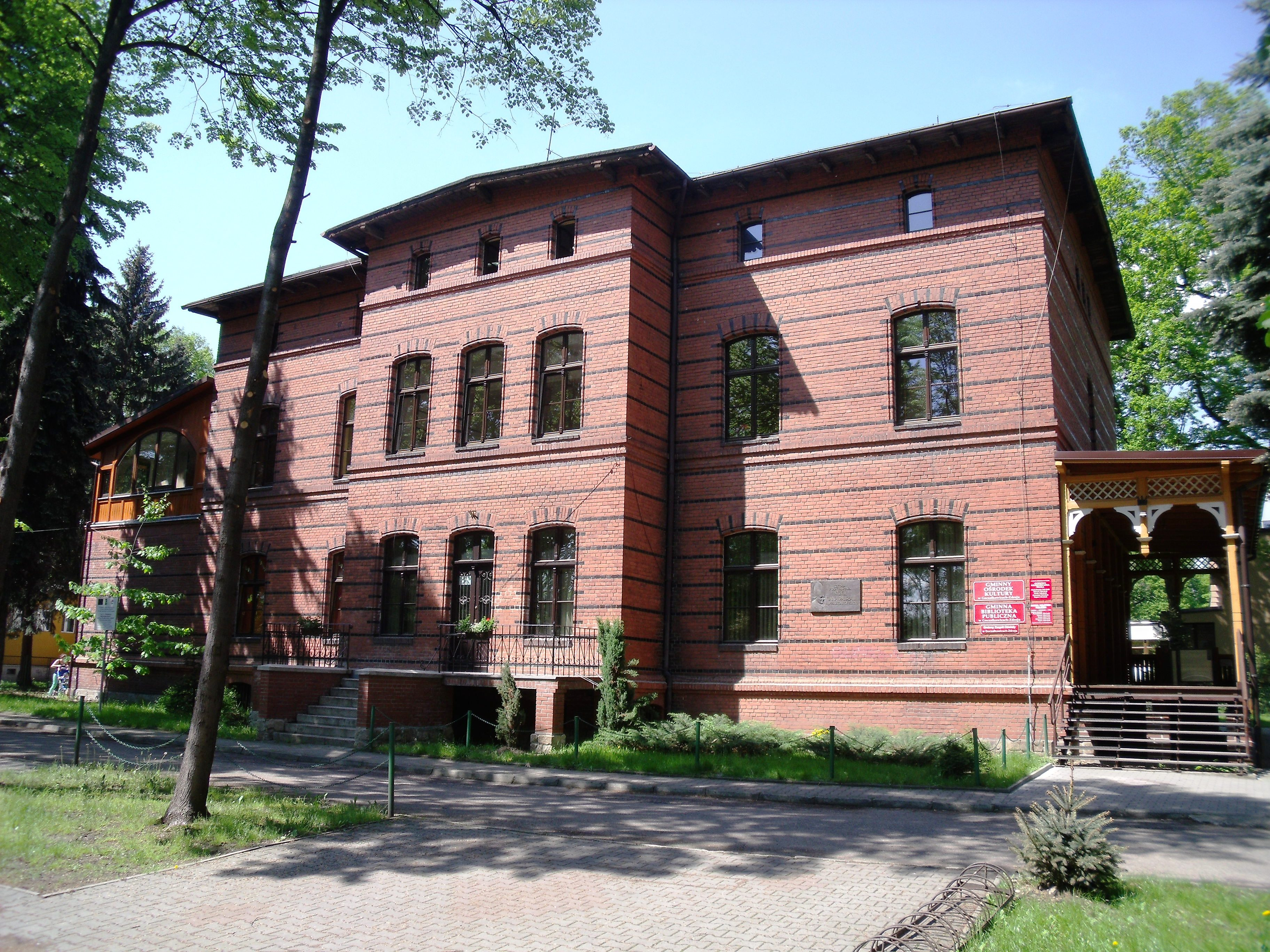
Zabytkowy pawilon „Górnik”
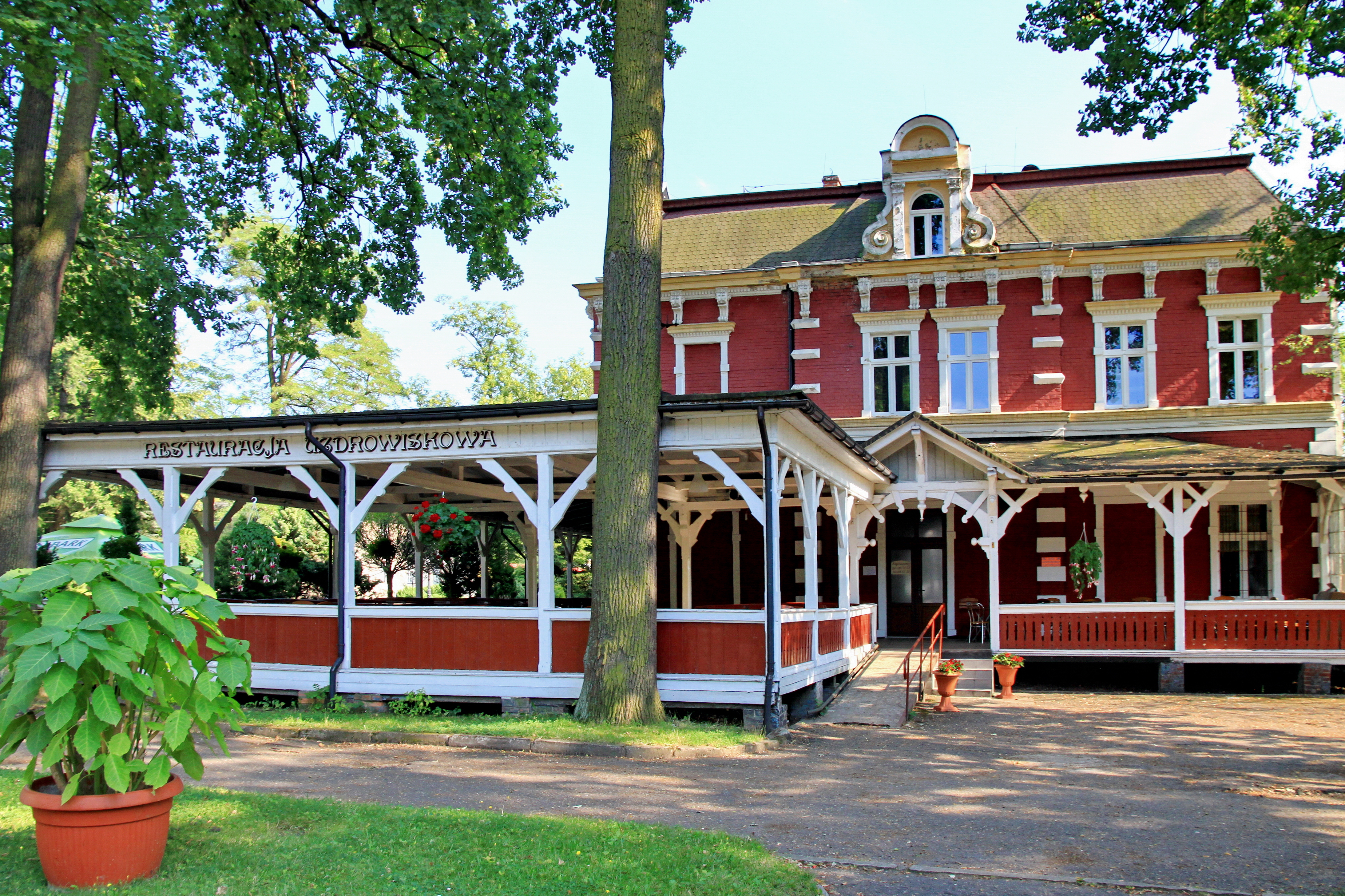
Zabytkowy budynek administracji uzdrowiska
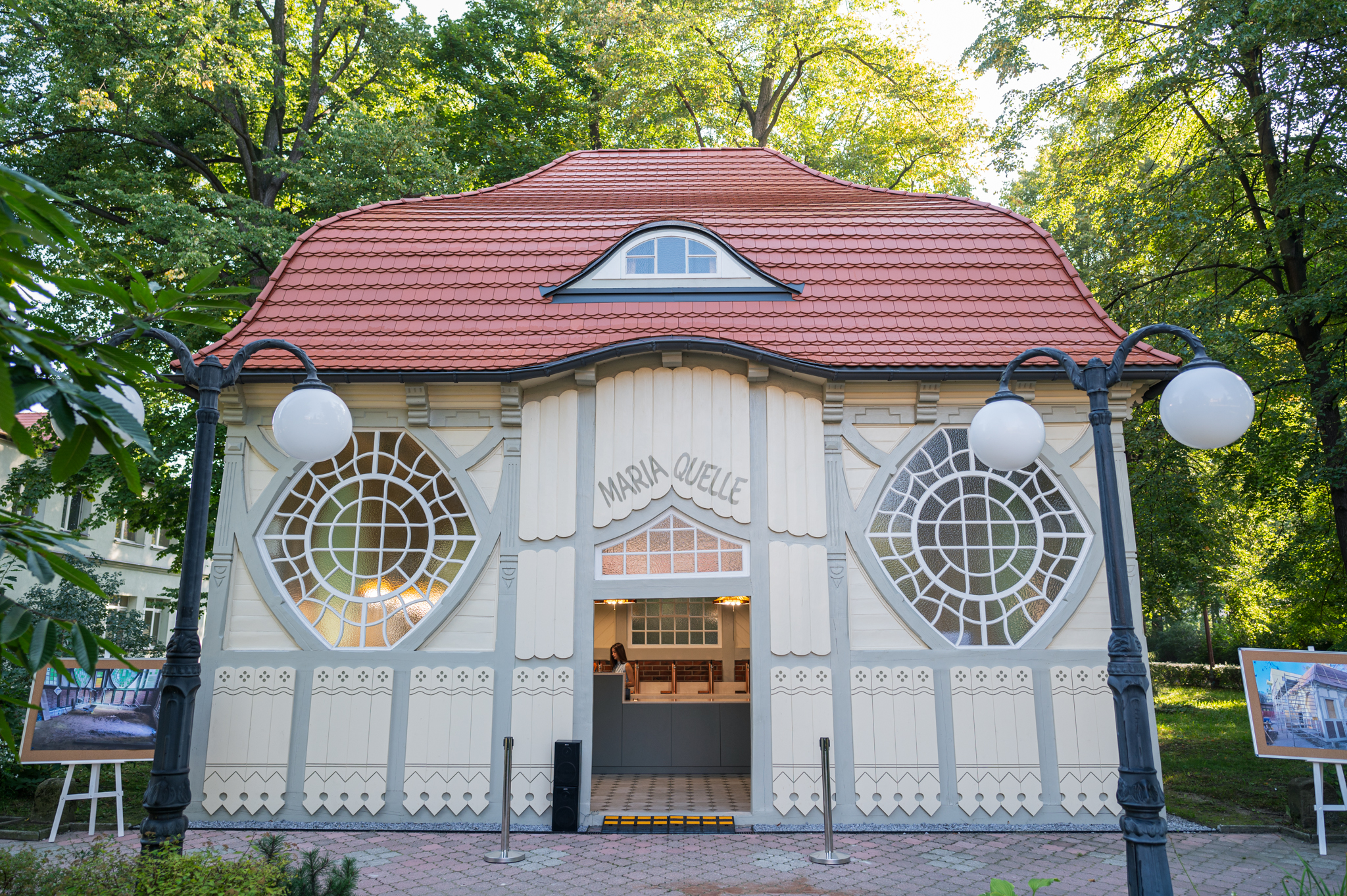
Stara pijalnia z 1862 roku

## Sport
25 VII 1920 (według Orędzia Sokolego z 1921, s. 34; dnia 27 V 1920) powstało gniazdo Towarzystwa Gimnastycznego "Sokół". Gniazdo, początkowo należało do X Okręgu (mikołowskiego), a od 1 V 1921 do pszczyńskiego, który powstał w wyniku podziału okręgu mikołowskiego. Prezesem gniazda był J. Smolorz, a naczelnikiem Józef Dzida. 20 I 1924 został rozwiązany X Okręg (pszczyński), a jego gniazda włączone do nowego X Okręgu z siedzibą w Cieszynie.
W 1937 prezesem goczałkowickiego gniazda TG "Sokół" był P. Karuga, sekretarzem Franciszek Jurczyk, a naczelnikiem Franciszek Grygier.
Gniazdo posiadało sztandar poświęcony 1 V 1921.
24 X 1920 w Goczałkowicach odbył się zlot X Okręgu TG "Sokół".
W 1927 powstało Stowarzyszenie Młodzieży Polskiej. 2 X 1932 w Goczałkowicach odbył się zlot okręgu SMP. Z tej okazji oraz 5-lecia istnienia miejscowego SMP odbyły się zawody sportowe w: szczypiorniaku, palancie, siatkówce oraz trójboju drużynowym. W szczypiorniaku pierwsze miejsce zajęła drużyna SMP Goczałkowice i zdobyła puchar przechodni ufundowany przez miejscowe SMP.
Z inicjatywy działaczy PPS, 1 VI 1930 powstał klub sportowy o nazwie: Robotniczy Klub Sportowy „Zdrój” Goczałkowice. Na zebraniu organizacyjnym udział w przedsięwzięciu zdeklarowały 23 osoby. Wybrano również Zarząd w składzie: przewodniczący – Jan Burek, z-ca przewodniczacego – Paweł Soloch, sekretarz – Franciszek Strokol, z-ca sekretarza – Robert Dziubek, skarbnik – Teofil Okrenta, kierownik sportowy – Paweł Soloch.
W miejscowości działa klub piłki nożnej LKS Goczałkowice Zdrój, założony w 1960 roku.
W 2014 roku odbyły się tutaj Mistrzostwa Polski klasy Omega.

## Osoby związane z miejscowością
- Ludwik Białas (1903–1939) – powstaniec śląski, żołnierz wojny obronnej 1939. Uczestnik II i III powstania. Zginął 7 IX 1939 w Proszowicach pod Krakowem. Odznaczony Krzyżem Virtuti Militari kl. V[49].
- Józef Dzida (1884–1964) – współorganizator TG „Sokół”; od 1920 zaprzysiężony w POW GŚl., podczas III powstania śląskiego jako sanitariusz uczestniczył w walkach w rejonie Góry św. Anny[50].
- Teresa Dzida (1890–1974) – żona Józefa, od 1920 zaprzysiężona w POW GŚl., czynna w czasie kampanii plebiscytowej, uczestniczka trzech powstań[51].
- Józef Harazin – komisaryczny naczelnik gminy Goczałkowice-Zdrój 1933-1939[52][53].
- Ludwik Kapias – w latach dwudziestych XX wieku naczelnik gminy Goczałkowice Górne[54]. Funkcję sprawował przez 11 lat[55] do 23 XII 1931[56].
- Paweł Karuga (1876–1946) – działacz społeczny, powstaniec śląski; w okresie plebiscytu członek powiatowego Polskiego Komitetu Plebiscytowego w Pszczynie; brał czynny udział we wszystkich trzech powstaniach; w jego domu w Goczałkowicach mieścił się punkt przerzutu kurierów i działaczy peowiackich[57].
- Jerzy Kołoczek – p.o. naczelnika gminy Goczałkowice Górne 1932–1933[58].
- Jan Młodzik – do 1933 roku naczelnik gminy Goczałkowice Dolne (1932–1933 gminy Goczałkowice-Zdrój). Łącznie funkcję swoją sprawował przez pełne 17 lat[59]
- Ludwik Okręta – powstaniec śląski, uczestnik II i III powstania;w III walczył pod Górą Św. Anny[60].
- Jan Smolorz – powstaniec śląski, komendant Straży Obywatelskiej w III powstaniu, dowódca kompanii[61].
- Gertruda Świerczek (1921–1944) – członkini Związku Walki Zbrojnej, skazana na karę śmierci
- Łukasz Piszczek (1985) – piłkarz, wieloletni reprezentant kadry narodowej

## Zobacz też

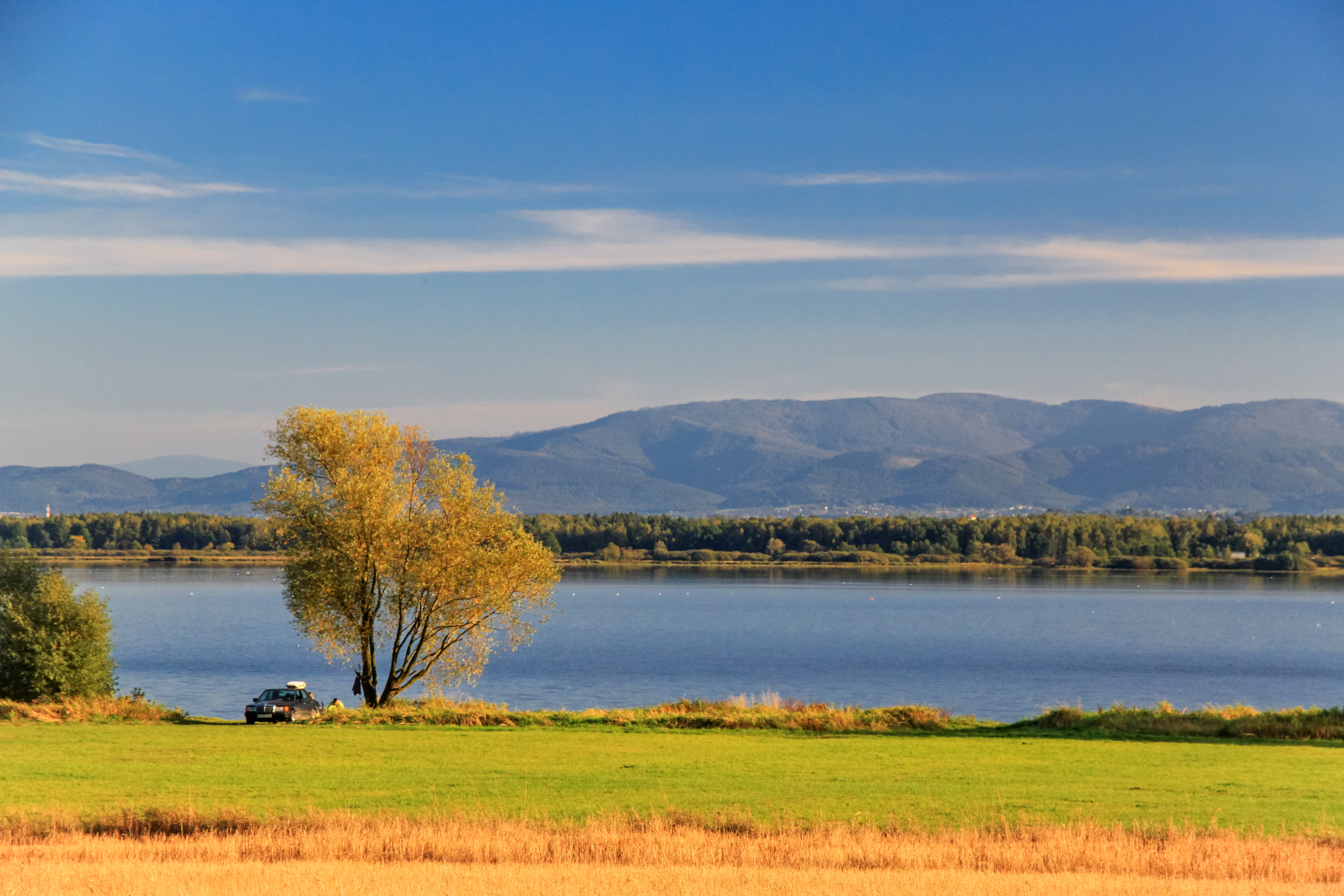
Jezioro Goczałkowickie